# M18 (Ierland)
De M18 (Engels: M18 Motorway/ Iers: Mótarbhealach M18) is een autosnelweg in Ierland met een lengte van 70 kilometer. Het is een onderdeel van de nationale primaire weg N18. De weg loopt van Shannon naar Galway. Delen van de snelweg werden aangelegd in 2002, 2007 en 2010; het laatste stuk werd aangelegd in 2017.